# Ostwind – Der große Orkan
Ostwind – Der große Orkan ist ein deutscher Spielfilm von Lea Schmidbauer. Er ist der fünfte Film der Ostwind-Filmreihe. Der Schauspieler Tilo Prückner hatte in diesem Film seinen letzten Kinoauftritt. Kinostart war am 29. Juli 2021.

## Handlung
Mika reist für einen Monat nach Kanada und überlässt Ari Ostwind. Ein Pferdetransporter der Kunstreitshow Equileus verunglückt und die Pferde laufen frei auf der Straße herum. Im letzten Moment kann Ari die Tiere vor einem heranrasenden LKW retten. Als Nikolai und sein Sohn Carlo die Tiere von Kaltenbach abholen, verschenken sie als Dank zwei Tickets für ihre Show. Maria und Samuel haben kein Interesse, aber Ari besucht schließlich mit Fanny die Show. Bei der Show bricht das alte Showpferd Orkan zusammen und sein Reiter Nikolai verletzt sich schwer. Nikolai muss für längere Zeit im Krankenhaus bleiben und so soll sein Sohn die letzte Show reiten. Dass Orkan in den wohlverdienten Ruhestand gehört, ist Direktor Yiri egal. Zurück auf Kaltenbach entwickelt Ari einen Plan. Während alle glauben, dass sie mit Tinka auf einen Ponyhof gefahren ist, ist sie tatsächlich bei Equileus. Ostwind hat sie mitgenommen. Da sich Ostwind und Orkan sehr ähnlich sehen, beschließen Ari und Carlo die Pferde auszutauschen. Orkan darf sich auf einer großen leerstehenden Koppel ausruhen und Ostwind soll auftreten. Doch Ostwind lässt Carlo nicht auf sich reiten. Da Nikolai immer mit einer Perücke aufgetreten ist, beschließen die beiden, dass Ari reiten soll und nicht Carlo. Also muss Ari in wenigen Tagen Kunstreiten lernen und das gelingt ihr schließlich auch. Bei der Generalprobe zur Show reitet schließlich Ari auf Ostwind. Dort ist auch eine Delegation aus Monaco dabei, die die Reitshow zu einem großen Zirkusfestival einlädt, an dem nur die allerbesten Artisten aus ganz Europa teilnehmen dürfen. Yiri freut sich riesig, dass er dieses Ziel mit seiner Show endlich erreicht hat. Außerdem durchschaut er schnell, dass weder Orkan noch Carlo geritten sind. Yiri gelingt es auch herauszufinden, wer Ostwind wirklich ist und seine Papiere an sich zu bringen. Damit ist er nun Ostwinds offizieller Besitzer. Mika spürt, dass Ostwind in Gefahr ist und kommt aus Kanada zurück. Vor den Toren von Equileus trifft Mika mit Fanny und Sam auf Ari und Carlo. Zusammen schmieden die fünf einen Plan, wie sie Ostwind und die Papiere zurückbekommen können. Yiri hat derweil Ostwind eine Beruhigungsspritze gegeben und möchte ihn aus dem Land schaffen. Fanny und Sam fingieren kostümiert eine Polizeikontrolle und halten Yiri an. Während die beiden ihn ablenken, gehen Ari und Mika zu Ostwind in den Pferdehänger. Mit ihrer beider Energie schaffen sie es, Ostwind aufzuwecken und Ari flieht auf Ostwind. Mit einem Kunstreittrick gelingt es ihr bei der Flucht Yiri die Papiere aus der Hand zu reißen. Zurück auf Kaltenbach erzählen Ari und Tinka von ihrer schönen Zeit auf dem Ponyhof. Auf einem benachbarten Grundstück ziehen der genesene Nikolai und Carlo zusammen mit Orkan ein. Die drei haben Yiri und seine Show verlassen. Außerdem stellt sich heraus, dass Orkan Ostwinds Vater ist und die beiden dürfen zusammen auf einer Koppel grasen.

## Produktion
Die Dreharbeiten fanden vom 8. Juli bis zum 11. September 2019 in Nordhessen und München statt. Produziert wurde der Film von der SamFilm, in Koproduktion mit Alias Entertainment und Constantin Film.

## Veröffentlichung
Die Premiere war für den 17. Mai 2020 in München geplant, wurde aber aufgrund der COVID-19-Pandemie ebenso wie der Kinostart zunächst auf unbestimmte Zeit verschoben. Später wurde der 17. Dezember als Starttermin bekanntgegeben. Wegen der angeordneten Schließung der Kinos im Winter 2020/21 wurde der Kinostart erneut auf den 25. März 2021 verschoben. Aufgrund des anhaltenden Lockdowns konnte auch der 25. März nicht als Starttermin gehalten werden. Der Kinostart war am 29. Juli 2021.